# Fegor Ogude
Fegor Ogude (ur. 29 lipca 1987 w Lagosie) – nigeryjski piłkarz, który grał na pozycji pomocnika oraz obrońcy. W latach 2011–2013 występował w reprezentacji Nigerii. Złoty medalista Pucharu Narodów Afryki 2013.

## Kariera klubowa
Fegor Ogude rozpoczął swoją karierę w nigeryjskim klubie Warri Wolves, gdzie pełnił rolę kapitana.
31 sierpnia 2010 roku podpisał kontrakt z norweskim zespołem Vålerenga Fotball. Klub obserwował go od czasu jego próby w lecie 2009 roku. Miał również oferty z dwóch innych norweskich klubów, ale zdecydował się na Vålerengę.
14 stycznia 2014 roku podpisał kontrakt z rosyjskim klubem Amkar Perm, obowiązujący do czerwca 2016 roku. W czerwcu 2016 roku Ogude przedłużył kontrakt o kolejne dwa lata.
5 lipca 2018 roku Ogude podpisał kontrakt z Jenisej Krasnojarsk. Po spadku Yenisey z Rosyjskiej Premier Ligi po sezonie 2018-2019, Ogude został zwolniony z klubu.

## Kariera reprezentacyjna
Ogude został wybrany do reprezentacji Nigerii na mecz kwalifikacyjny do Pucharu Narodów Afryki przeciwko Madagaskarowi.
Został powołany do 23-osobowej drużyny Nigerii na Puchar Narodów Afryki w 2013 roku, gdzie zdobył trofeum z drużyną.
Został również wybrany do reprezentacji Nigerii na Puchar Konfederacji w 2013 roku.
| Sezon | Klub              | Kraj     | Liga        | Mecze | Bramki | Puchar          | Mecze | Bramki |
| ----- | ----------------- | -------- | ----------- | ----- | ------ | --------------- | ----- | ------ |
| 2010  | Vålerenga Fotball | Norwegia | Tippeligaen | 6     | 0      | Puchar Norwegii | 0     | 0      |
| 2011  | Vålerenga Fotball | Norwegia | Tippeligaen | 25    | 6      | Puchar Norwegii | 1     | 3      |
| 2012  | Vålerenga Fotball | Norwegia | Tippeligaen | 8     | 0      | Puchar Norwegii | 0     | 0      |
| 2013  | Vålerenga Fotball | Norwegia | Tippeligaen | 12    | 0      | Puchar Norwegii |       |        |